# Asphondylia stefanii
Asphondylia stefanii är en tvåvingeart som beskrevs av Jean-Jacques Kieffer 1898. Asphondylia stefanii ingår i släktet Asphondylia och familjen gallmyggor. Inga underarter finns listade i Catalogue of Life.